# Felix Nussbaum
Felix Nussbaum   (Osnabrück, 11 de desembre de 1904 - Auschwitz II-Birkenau, 9 d'agost de 1944) fou un pintor jueu alemany adscrit a la Nova Objectivitat.

## Biografia
Va néixer a Osnabrück, Alemanya l'11 de desembre del 1904, fill de Philipp Nussbaum i la seva muller Rahel (de soltera, van Dyk). Philipp Nussbaum, de professió ferreter, era veterà de la Primera Guerra Mundial.
Felix Nussbaum va marxar de la seva ciutat natal el 1922 per anar a estudiar art a Hamburg. El 1925 es va traslladar a Berlín i va continuar estudiant, alhora que muntava un estudi i compartia pis amb l'artista polonesa Felka Platek. La parella es va traslladar a Roma l'octubre del 1932 perquè Nussbaum va guanyar una beca per estudiar-hi. El desembre d'aquell mateix any un incendi en el seu estudi a Berlín va cremar 150 dels seus quadres (segons alguns informes, el foc va ser provocat per jovent nazi). El 1933, amb Hitler amb el poder assegurat, Nussbaum va deixar Alemanya i va moure's per Itàlia, Suïssa i França, fins a arribar a Oostende, Bèlgica, el gener de 1935.
En el període 1935-1940 Nussbaum visqué a Bèlgica i va treballar com a artista freelance, artesà, pintor sobre vidre i il·lustrador. El 1937 es casà amb Felka Platek. En aquest període va fer amistat amb el pintor James Ensor.
El maig del 1940, com a conseqüència de la invasió de Bèlgica per les tropes de l'Alemanaya nazi, Nussbaum va ser arrestat i internat al camp de concentració francès de Sant Cebrià de Rosselló. Va aconseguir escapar-se (durant un transport a Burdeus) i tornar a Bèlgica (el 24 de desembre de 1940 es va registrar al cens de jueus de Brussel·les).
El juny del 1944, de resultes d'una delació, Felix Nussbaum i Felka Platek, van ser arrestats i deportats (en l'últim dels trens de l'Holocaust que va sortir de Brussel·les) al camp de concentració d'Auschwitz, on tots dos van ser assassinats. Només uns mesos més tard (setembre de 1944) els Aliats van entrar a Brussel·les.
Tota la família immediata de Felix Nussbaum van morir a l'Holocaust. Els seus pares, la seva cunyada Herta i la seva neboda Marianne van ser deportats a Auschwiz el 1944. El seu germà gran Justus va morir al camp de concentració de Stutthof el mateix any.

## Obra
L'exili va conduir Nussbaum a pintar nombrosos autoretrats. Son imatges melancòliques en les quals explorà la seva pròpia identitat com a artista, fill, germà, marit i refugiat. Les seves pintures de ports i vistes de les teulades des de les seves habitacions són motius que representen l'espera sense fi i el sentiment d'estar atrapat.

## Obres seleccionades

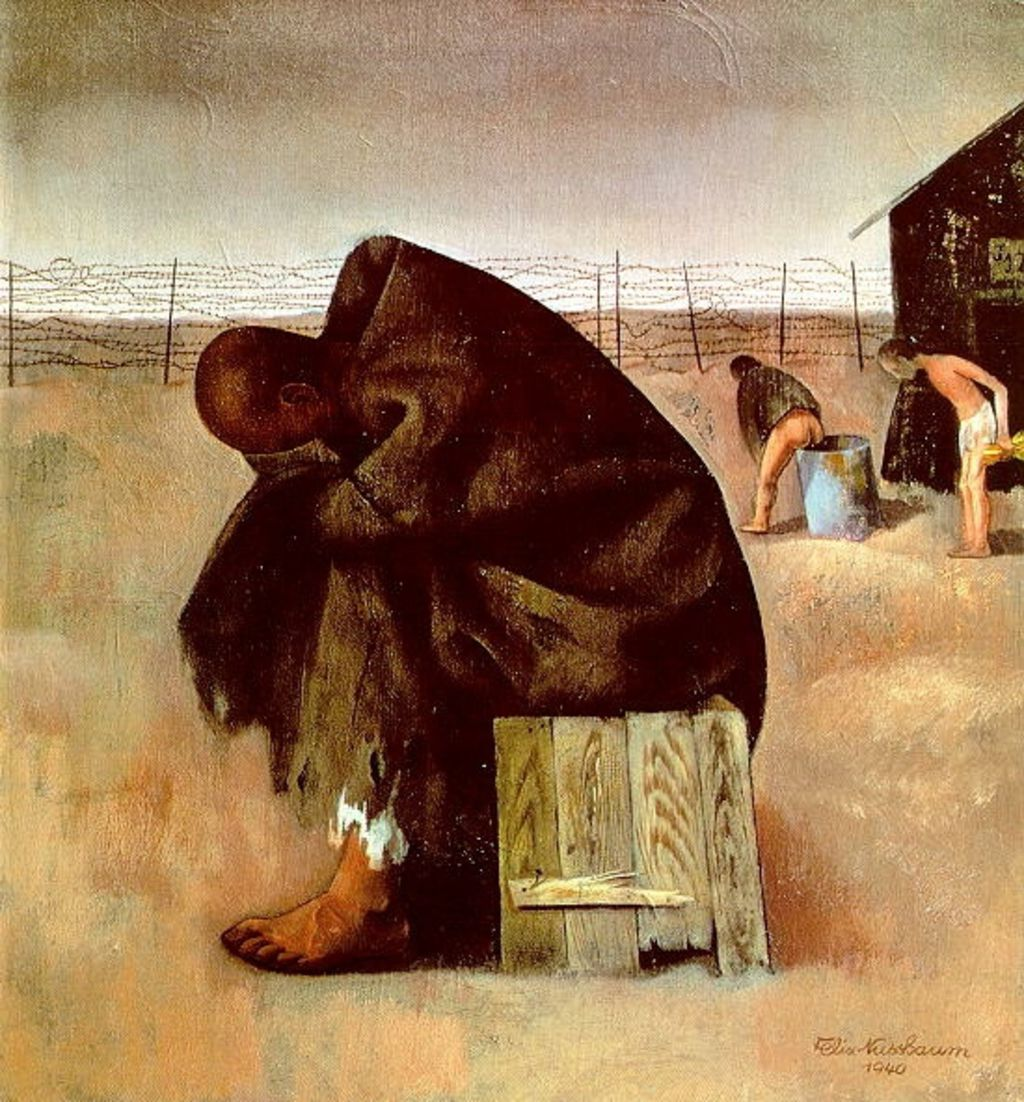
Al camp (camp de presoners) (1941)

### Im Lager (Gefangenenlager)(1941) - Al camp (camp de presoners)
Felix Nussbaum pintà aquest quadre després del seu internament a Sant Cebrià. En aquest i altres quadres exposa la misèria de la vida dels presoners del camp. Confirmar tècnica, dimensions (47 x 42 cm) y lloc (Deutsches Historisches Museum???)

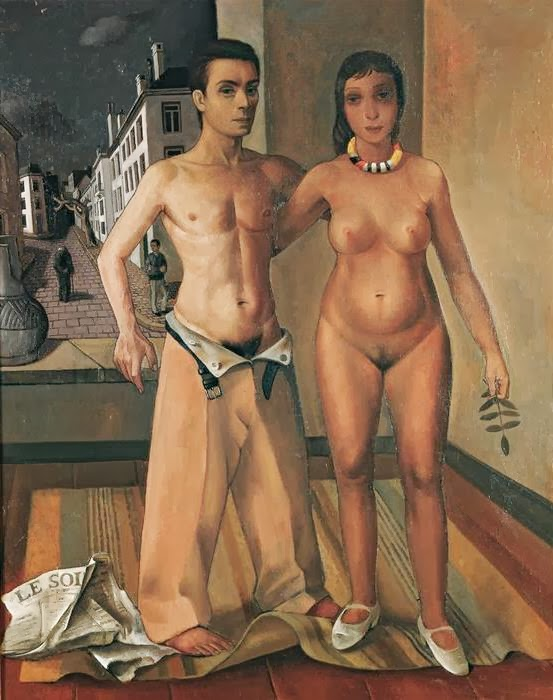
Autoretrat amb Felka Platek (1942)

### Soir(1942) - Autorretrat amb Felka Platek
És un retrat de Nussbaum i la seva muller drets, agafats de la mà, pintat en el periode en que estaven amagats a Brussel·les. Segons Michalski aquest quadre, que presenta elements de la Nova Objectivitat i de la Pittura Metafisica, també mostra influències del Matrimoni Arnolfini de Jan van Eyck i de l'obra de Christian Schad en la seva composició. Aquest quadre es coneix també com a Soir (Vespre): al terra hi ha un exemplar del diari col·laboracionista Le Soir, com a metàfora del perill constant i les males noticies diàries. Detalls: oli de tela, 87 x 72 cm, Felix-Nussbaum-Haus Osnabrück. falta confirmar tècnica, dimensions i lloc on està exposat aquest quadre

### Selbstbildnis mit Judenpass(1943) - Autoretrat amb document d'identitat jueu
Segurament aquest és l'autoretrat més conegut de Felix Nusbbaum; ha estat reproduït a algunes antologies d'autorretrats. Nussbaum s'hi representa mirant a l'espectador, arraconat contra una tàpia, amb una gavardina amb el coll amunt que deixa veure l'insígnia groga i amb un document que també l'identifica com a jueu a la mà. De fet, sembla que Nussbaum mai no va dur la insignia. S'hi observa un abre sense fulles i amb les branques podades. Segons Michalski aquest és un motiu que Nussbaum feia servir per representar el sensació de sentir-se atrapat. Detalls: oli sobre tela, 56 x 49 cm, Felix-Nussbaum-Haus Osnabrück.

### Selbstbildnis an der Staffelei(1943) - Autorretrat al cavallet
Nussbaum s'hi representa mirant l'espectador, amb una pipa fumejant als llavis, tot pintant i amb la paleta i uns pinzells a la mà esquerra. Va despullat de cintura per amunt i el drap de pintor li cobreix l'espatlla esquerra. En aquest autorretrat Nussbaum confirma la seva visió de si mateix com a pintor A la paret hi ha una màscara. Detalls: oli sobre tela, 75 x 55 cm, Felix-Nussbaum-Haus Osnabrück.

### Die Verdammten (1944)- Els damnats
En aquest quadre, es fan paleses les fosques premonicions del pintor sobre el seu futur, qualsevol traça d'esperança ha estat esborrada. L'home en primer pla que du una gorra és el propi pintor. Aquest quadre es troba a Osnabrück.

### Triumph des Todes(1944) - El triomf de la mort
Aquest és el darrer quadre que Nussbaum va pintar poc abans de la seva detenció i deportació. Un grup de calaveres fa música sobre un desgavell d'objectes al·lusius a la civilització trencats. Al cel hi ha tot d'estels (milotxes) amb cares humanes. Detalls: oli sobre tela, 100 x 150 cm, Felix-Nussbaum-Haus Osnabrück.

## Galeria d'imatges

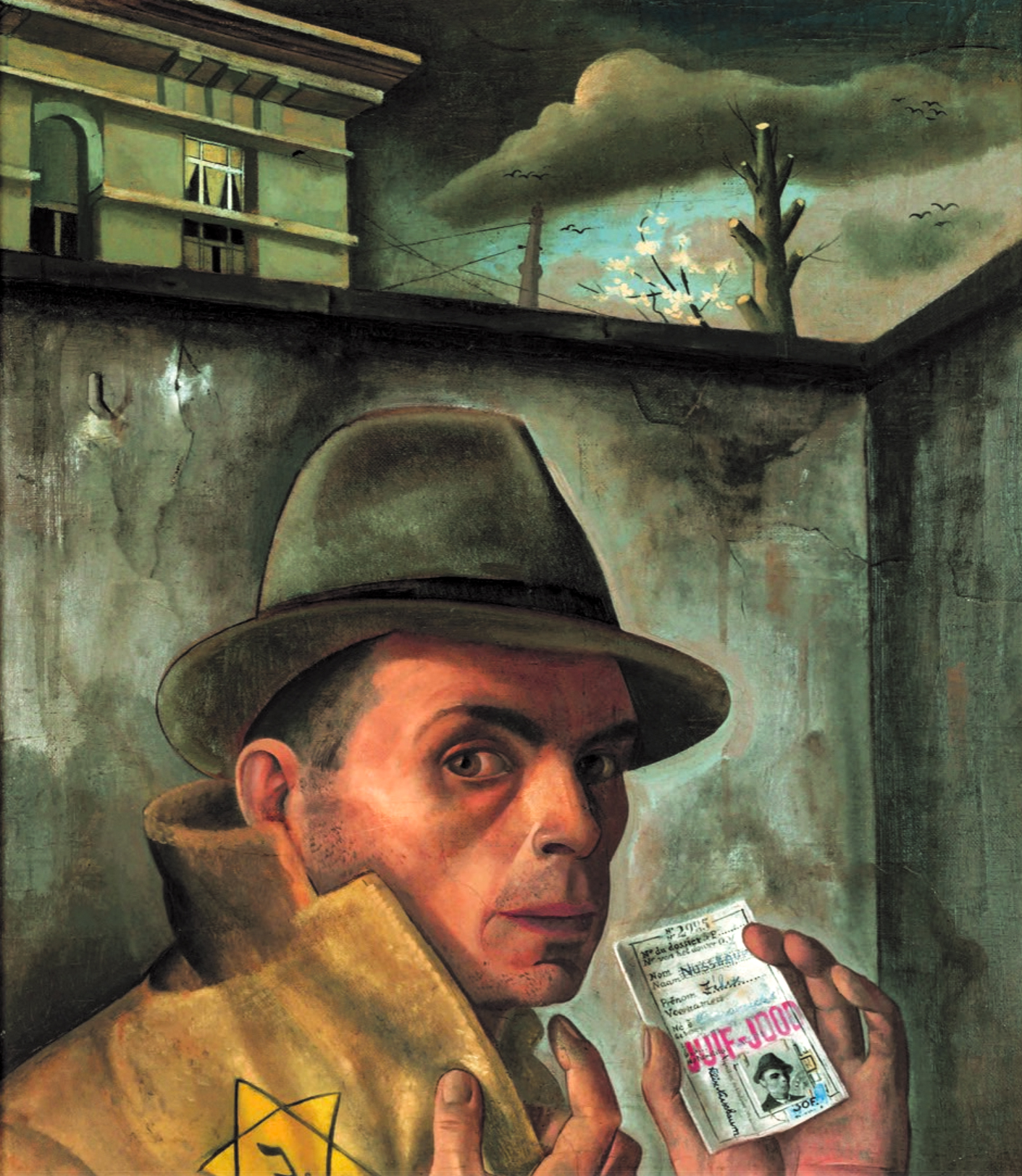
Autoretrat amb document d'identitat jueu (1943)
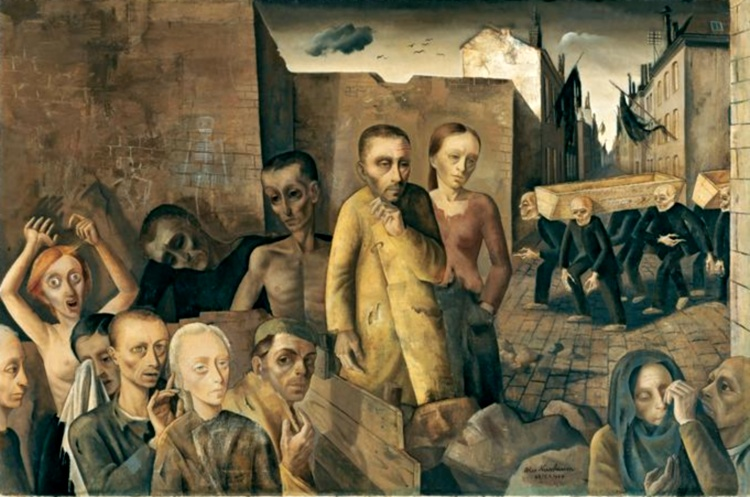
Els damnats (1944)
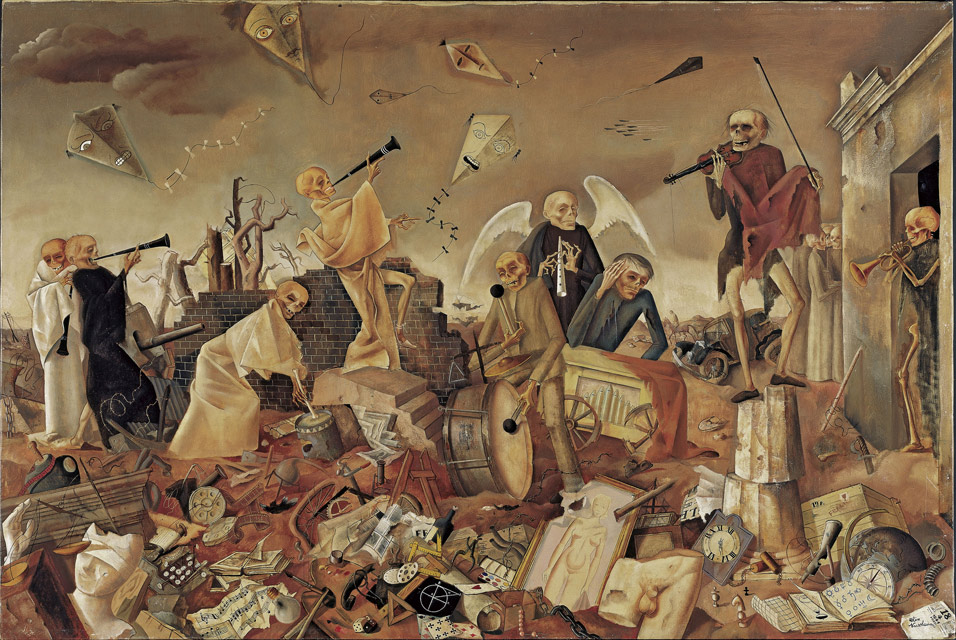
El triomf de la mort (1944)